# Tanková armáda Afrika

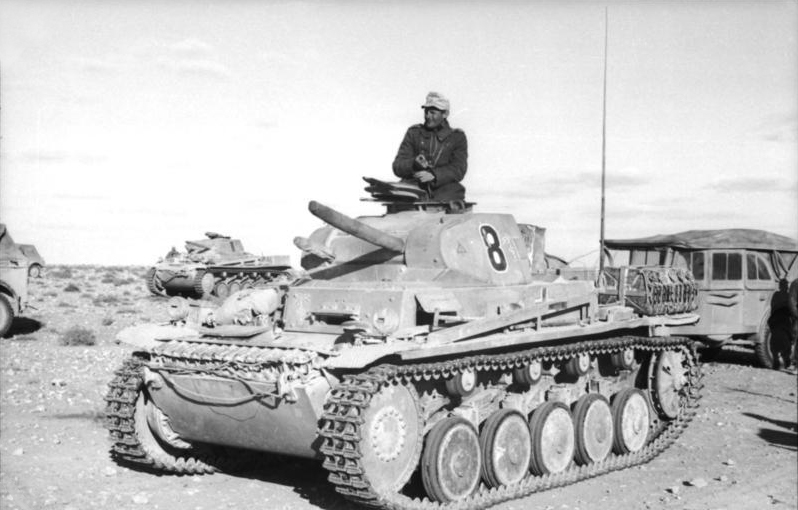
Panzer II v severní Africe

Panzerarmee Afrika (tanková armáda Afrika) byla německá tanková armáda operující v Severní Africe mezi 30. lednem 1942 a 13. květnem 1943, kdy kapitulovala do rukou vojenských sil Spojených států amerických.
Vznikla 30. ledna 1942 přeznačením Panzergruppe Afrika (tankové skupiny Afrika) a 1. října 1942 byla přejmenována na Deutsch-Italienische Panzer Armee (německo-italská tanková armáda). Zpočátku operuje pod velením vrchního velitele sil OSY v Severní Africe, resp. je přímo podřízena italskému Comando Supremo (vrchnímu velitelství) a od 22. února 1943, kdy již operuje na území Tuniska, je přeznačena na 1. italskou armádu a podřízena německé Heeresgruppe Afrika (skupině armád Afrika).
Hlavní součástí armády byl německý Afrikakorps a italský XX. mobilní sbor.

## Velitelé

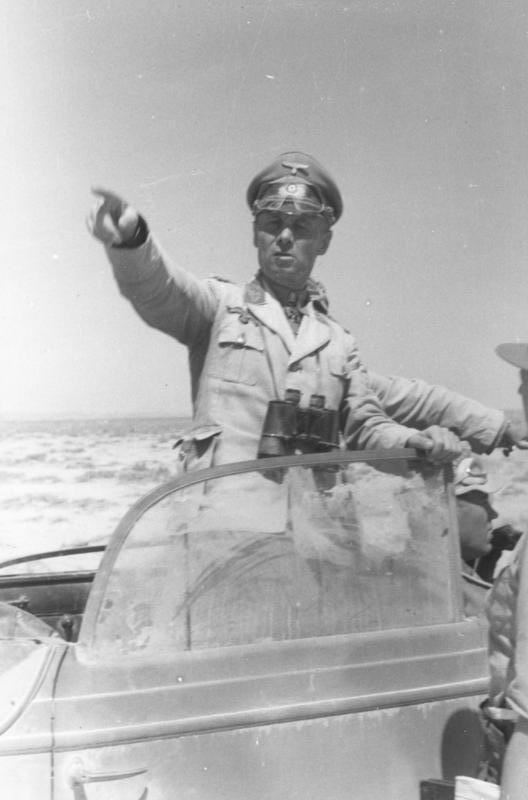
Polní maršál Erwin Rommel v severní Africe, 1942

- 30. leden 1942 – 9. březen 1942 – Generálplukovník Erwin Rommel
- 9. březen 1942 – 19. březen 1942 – Generál tankových jednotek Ludwig Crüwell
- 19. březen 1942 – 22. září 1942 – Generálplukovník Erwin Rommel od 22. června generál polní maršál
- 22. září 1942 – 24. říjen 1942 – Generál tankových jednotek Georg Stumme
- 24. říjen 1942 – 25. říjen 1942 – Generál tankových jednotek Wilhelm von Thoma
- 25. říjen 1942 – 26. listopad 1942 – Generál polní maršál Erwin Rommel
- 26. listopad 1942 – 2. prosinec 1942 – Generál tankových jednotek Gustav Fehn
- 2. prosinec 1942 – 17. únor 1943 – Generál polní maršál Erwin Rommel
- 17. únor 1943 – 23. únor 1943 – Generálporučík Karl Bülowius
- 23. únor 1943 – 13. květen 1943 – Maršál Itálie Giovanni Messe